# Orthoporus brasiliensis
Orthoporus brasiliensis är en mångfotingart som beskrevs av Christoph D. Schubart 1947. Orthoporus brasiliensis ingår i släktet Orthoporus och familjen Spirostreptidae. Inga underarter finns listade i Catalogue of Life.